# Gdzieśkolwiek jest, jeśliś jest...
Gdzieśkolwiek jest, jeśliś jest... (ang. Wherever You Are) – polsko-niemiecki film psychologiczny z 1988 roku w reżyserii Krzysztofa Zanussiego.
Zdjęcia plenerowe kręcone były w następujących lokacjach: Warszawa (Teatr Polski, kaplica na Cmentarzu Bródnowskim), Sierpc, Walewice i Kolonia.

## Opis fabuły
Julian Castor jest honorowym konsulem Urugwaju w Polsce. Wraz z małżonką Niną odwiedzają majątek Hulanickich. Jest rok 1938. Hulanicki załatwia u Juliana pracę swojemu synowi Stasiowi. Po pewnym czasie chłopak odkrywa, że w fabryce zorganizowano punkt kontaktowy przerzutu niemieckiej broni dla mniejszości niemieckiej w Polsce.

## Obsada
- Julian Sands – Julian
- Renée Soutendijk(inne języki) – Nina
- Maciej Robakiewicz – Staś
- Vadim Glowna – niemiecki profesor
- Andrzej Łapicki – Hulan
- Aleksander Bardini – profesor Steinberg
- Hanna Skarżanka – kuzynka Hulanickich
- Paweł Wawrzecki – ksiądz katolicki
- Jerzy Nowak – oficer-tłumacz
- Maja Komorowska – siostra Klementyna
- Sylwia Wysocka – baletnica
- Beata Maj-Dąbal – baletnica
- Juliusz Lubicz-Lisowski – gość Hulanickich
- Tadeusz Bradecki – doktor Marcin, psychiatra
- Andrzej Żarnecki – kuzyn Hulanickich
- Anna Milewska – żona Hulanickiego, matka Stasia
- Irena Malkiewicz – matka Hulanickiego
- Mirosław Kowalczyk – psychicznie chory
- Maciej Borniński – psychicznie chory
- Joachim Król – Edward, kierowca Castora
- Milva – żona włoskiego dyplomaty